# Tatadim
Tatadim fut un Roi des Rois d'Éthiopie, membre de la dynastie Zagoué. Il aurait été le fils aîné de Mara Tekle Haymanot. La période de son règne est imprécise mais se situe vers la fin du Xe siècle ou au début du XIe siècle. Il pourrait être le fondateur de la dynastie Zagwé dont l'émergence coïncide avec la crise provoquée par la reine Gudit . 
L'historiographie traditionnelle prétend que Tatadim et la dynastie Zagwé constituent une rupture dans l'organisation politique post-aksoumite, cependant il semblerait en réalité qu'il s'agisse d'une continuité des traditions des souverains antérieurs. En effet, Tatadim reprend les titulatures des prédécesseurs et préserve un contrôle sur des territoires similaires. 